# Tomas Zierhofer-Kin

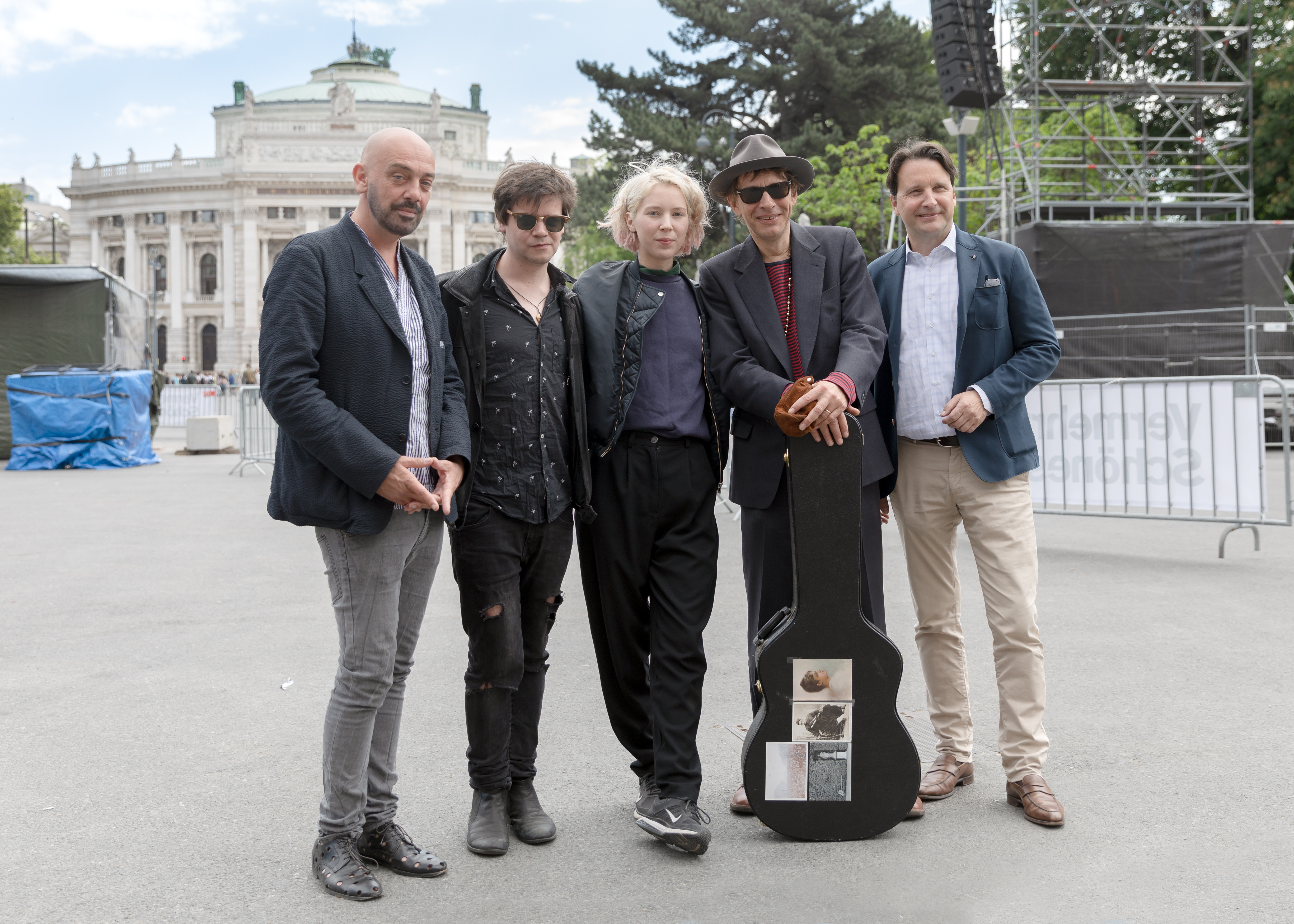
Tomas Zierhofer-Kin (l., Wiener Festwochen 2018)

Tomas Zierhofer-Kin (* 3. Oktober 1968 in Salzburg) ist ein österreichischer Kulturmanager.

## Leben
Tomas Zierhofer-Kin gründete während seines Gesangsstudiums am Salzburger Mozarteum mit Markus Hinterhäuser 1993 das Zeitfluss-Festival als Teil der Salzburger Festspiele, in welchem er alternativen und unbekannten Kunstströmungen Platz bot.
2000 nahm er mehrere Folgen der Radio-Satire Die El-Tozki Show auf (Tozki=TOmas Zierhofer-KIn). 2001 und 2002 arbeitete er als Berater der Münchener Kultursenatorin. 2002 trennte er sich vom Zeitfluss-Festival und wurde als Kurator der Wiener Festwochen engagiert, gleichzeitig eröffnete er ein italienisches Restaurant in Wien. 2005 bis 2016 war er künstlerischer Leiter des Donaufestivals in Krems, 2006 auch musikalischer Leiter des Mozartfestes Kontracom06 in Salzburg.
Ab 2017 war er Intendant der Wiener Festwochen. Im Juni 2018 wurde sein Vertrag drei Jahre vor Ablauf aufgelöst.